# マメガキ
マメガキ（豆柿、学名:Diospyros lotus）は、東北アジア原産のカキノキ属の植物。種小名はオデュッセイアに登場するロートスの木に由来する。英名の「date plum」はデーツとプラムを合わせたような味がすることに由来する。別名は小柿。

## 特徴
葉は互生し、裏面が白味掛かる。6月頃に黄味掛かった白色の花を着ける。雄花は雄しべ16、雌花は雌しべ1と退化した雄しべ8を持つ。秋には小さな液果が生り、熟すと黄から黒紫に色付く。

## 用途
液果は霜が降りる頃に渋が抜ける為一部食用にも供せられるが、主に未熟果が柿渋の採取に用いられる。
また、幹は稀に黒柿（くろがき）が取れる。

## 画像

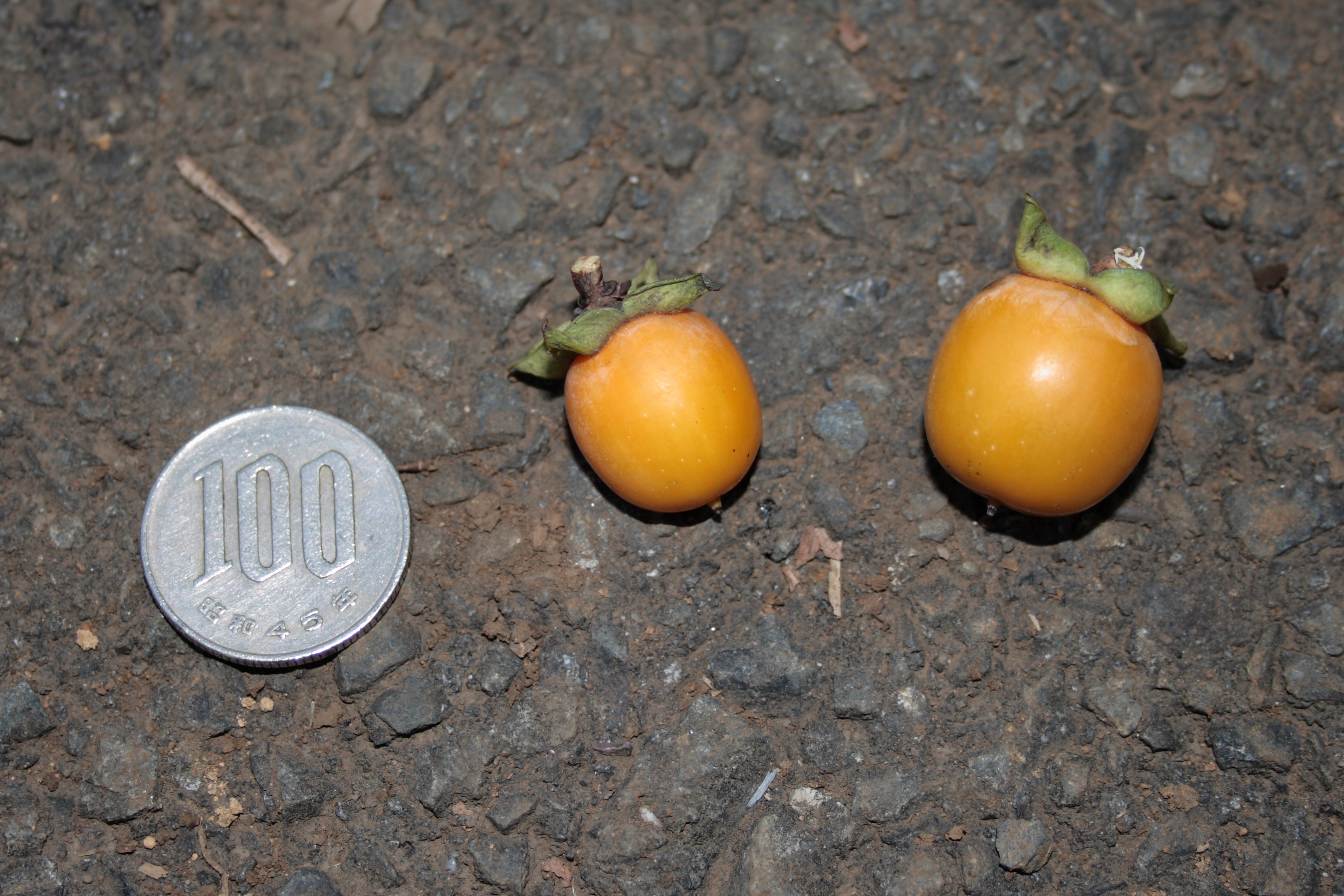
マメガキの果実
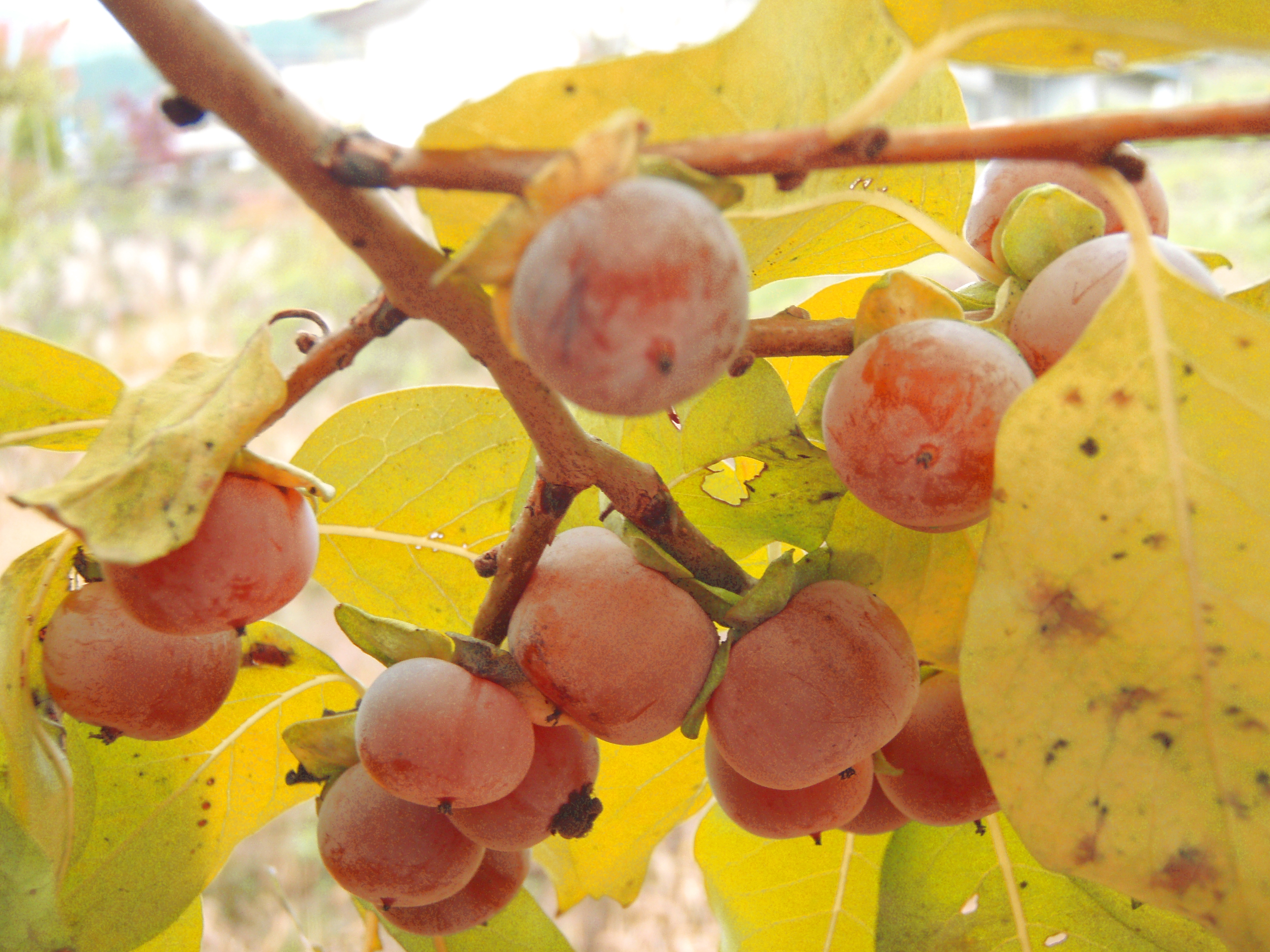
成熟した果実
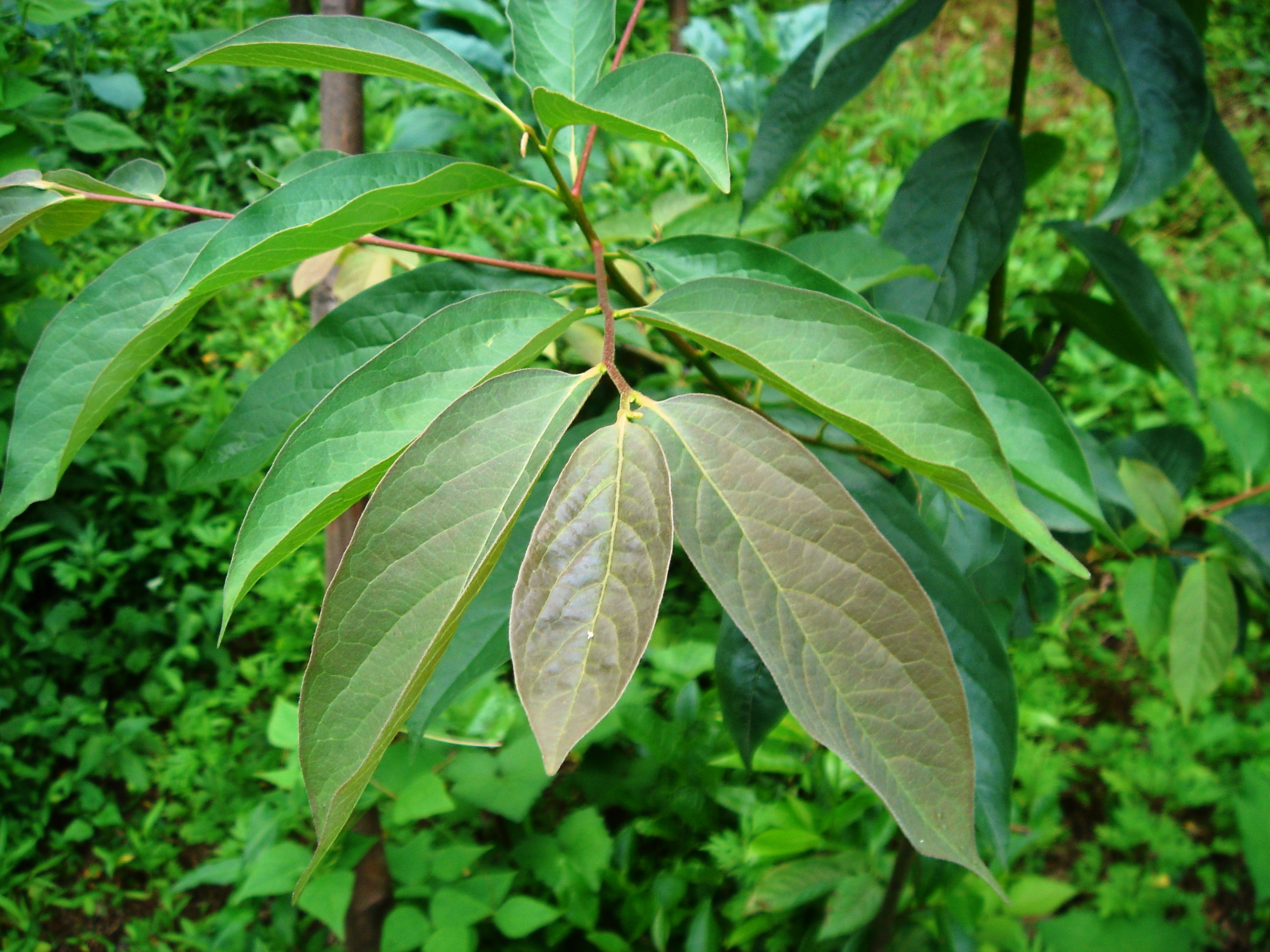
マメガキの葉
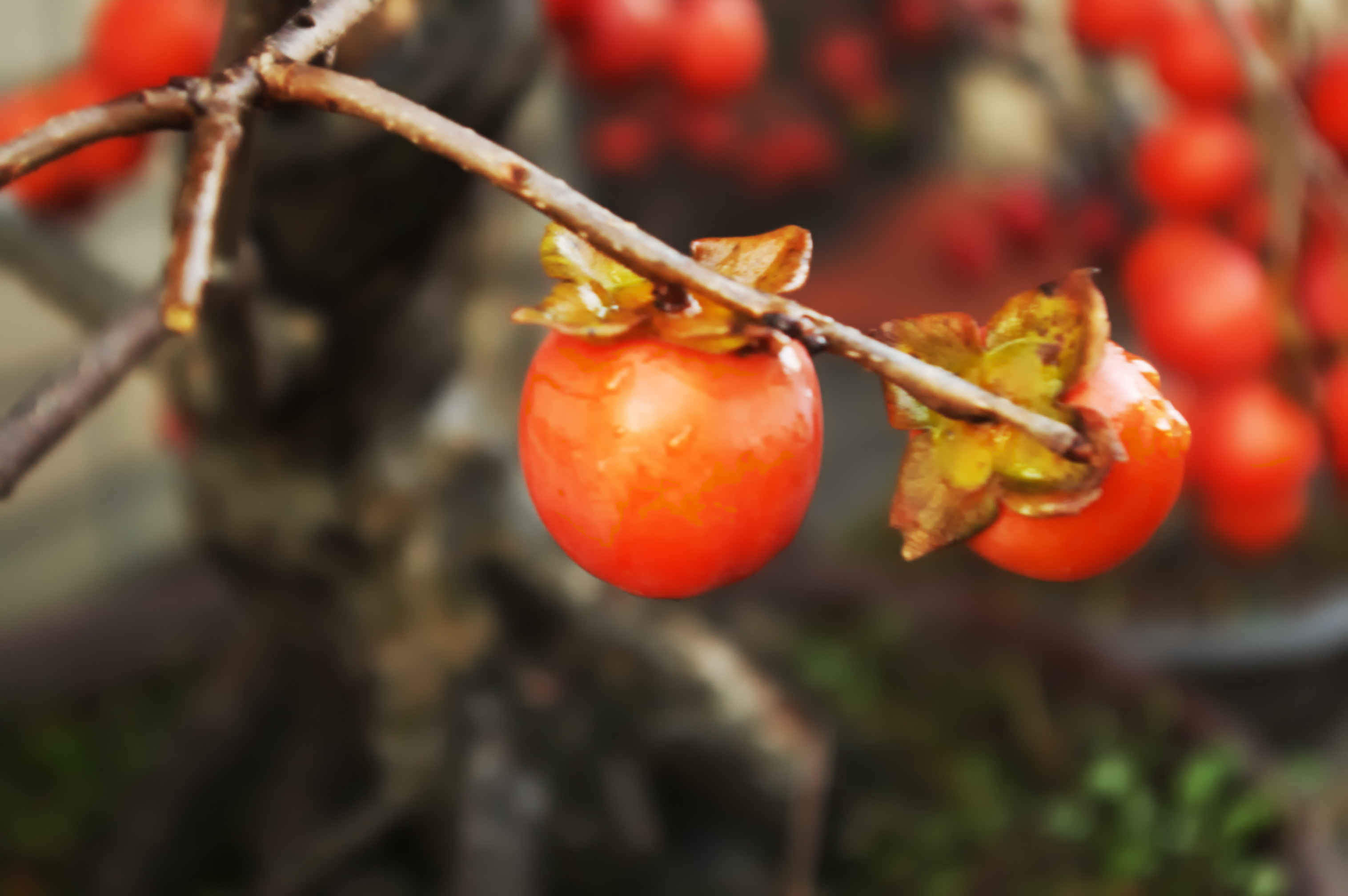
植木鉢のマメガキ